# Орден Бахуса
Орден Бахуса (швед. Bacchi orden) — шутливый орден, основанный в 60-е гг. XVIII в. шведским национальным поэтом Карлом Микаэлем Бельманом.
Созданный Бельманом пародийный орден Бахуса сперва носил название ордена Двух позолоченных свиней (швед. De Två Förgyllda Svinen). Его членами были по большей части незначительные лица из среднего класса, любившие весёлые застолья, однако ещё не спившиеся окончательно. 
Главными лицами в «ордене» были сам Бельман, Халльман и Чексель, отвечавший за театральные представления. Собиралось общество в стокгольмском кабаке «Стадсхусчелларен», а впоследствии в «Клас по Хёрнет» или в «Чейсаркрунан» на углу Фредсгатан и Дроттнингсгатан. С ростом количества членов «ордена» он переехал в «Бёрсчелларен». 
Не позднее, чем с 1766 года, члены «ордена», помимо обычных встреч, стали проводить особые торжественные церемонии, называвшиеся заседаниями капитула Ордена Бахуса. В ходе них его наиболее выдающиеся члены время от времени посвящались в дворяне, рыцари и командоры. При «аноблировании» им давались новые фамилии, такие, например, как Челларкрёйц (от швед. källare ― «подвальчик, кабак» и нем. Creutz ― «крест»), Адлерступ (от нем. Adler ― «орёл» и швед. stop ― «кружка») и Эренсугга (от нем. Ehre ― «честь» и швед. sugga ― «свиноматка»), при этом в гербе первого из них была изображена золотая чаша в красном поле, второго - вылетающий из пивной кружки орёл, а под кружкой лежащий кит, произносящий «ваше здоровье!», третьего ― свинья возле помойного корыта. Там же произносились поминальные речи по умершим членам «ордена».
Поэт Ю.Г.Оксеншерна следующим образом описывал одно из собраний ордена:

4-го декабря 1769 года ко мне зашли Бергклинт с Чекселем и убедили меня отправиться вместе с ними к комиссару Лисандеру, чтобы посмотреть, как развлекается Бельман. Я последовал за ними и никогда ещё в жизни мне не приходилось столько смеяться. Бельман основал в честь Бахуса орден, в который принимаются лишь те, кто не менее двух раз валялся у всех на виду в сточной канаве. Время от времени он устраивает собрания и посвящает в кавалеры тех, с кем произошло упомянутое событие. В этот вечер он произнёс торжественную речь в честь умершего кавалера. Всё это было в стихах на оперный манер; пел и играл на цитре он сам. Его жесты, голос и мимика бесподобны и усиливают впечатление от самих стихов, которые, как всегда, красивы; мысли содержащиеся в них порой веселы, порой возвышенны и всегда новы, неожиданны и сильны.

C 1779 года порядки в «ордене» смягчились настолько, что в его развлечениях принимали участие даже некоторые уважаемые лица. В течение 1792―1795 годов он превратился в своего рода светский салон, который посещал даже герцог Карл.